# Aspidontus dussumieri
Aspidontus dussumieri là một loài cá biển thuộc chi Aspidontus trong Họ Cá mào gà. Loài cá này được mô tả lần đầu tiên vào năm 1836.

## Từ nguyên
Danh pháp của loài cá này được đặt theo tên của Jean-Jacques Dussumier, một thương gia người Pháp rất thích du hành bằng đường biển, cũng là người đã thu thập mẫu vật của loài này.

## Phạm vi phân bố và môi trường sống
A. dussumieri có phạm vi phân bố rộng khắp Ấn Độ Dương - Thái Bình Dương. Từ Biển Đỏ, loài cá này đã được ghi nhận dọc theo vùng bờ biển Đông Phi, bao gồm Madagascar và các đảo quốc, bãi ngầm xung quanh; từ vùng biển ngoài khơi cực nam Ấn Độ, phạm vi của A. dussumieri trải dài về phía nam đến Sri Lanka, Maldives, quần đảo Chagos, quần đảo Cocos (Keeling), và dọc theo vùng bờ biển của bang Tây Úc; ở phạm vi phía đông, từ biển Andaman, A. dussumieri xuất hiện trải dài trên khắp vùng biển các nước Đông Nam Á, mở rộng phạm vi về phía đông đến hầu hết các đảo quốc, quần đảo thuộc châu Đại Dương (xa nhất ở phía đông là đến Tuamotu); phía bắc trải dài đến đảo Đài Loan và vùng biển phía nam Nhật Bản; phía nam giới hạn đến bờ biển phía đông Úc (từ bang Queensland đến bang New South Wales).
A. dussumieri sống gần các rạn san hô viền bờ ở độ sâu đến 20 m.

## Mô tả

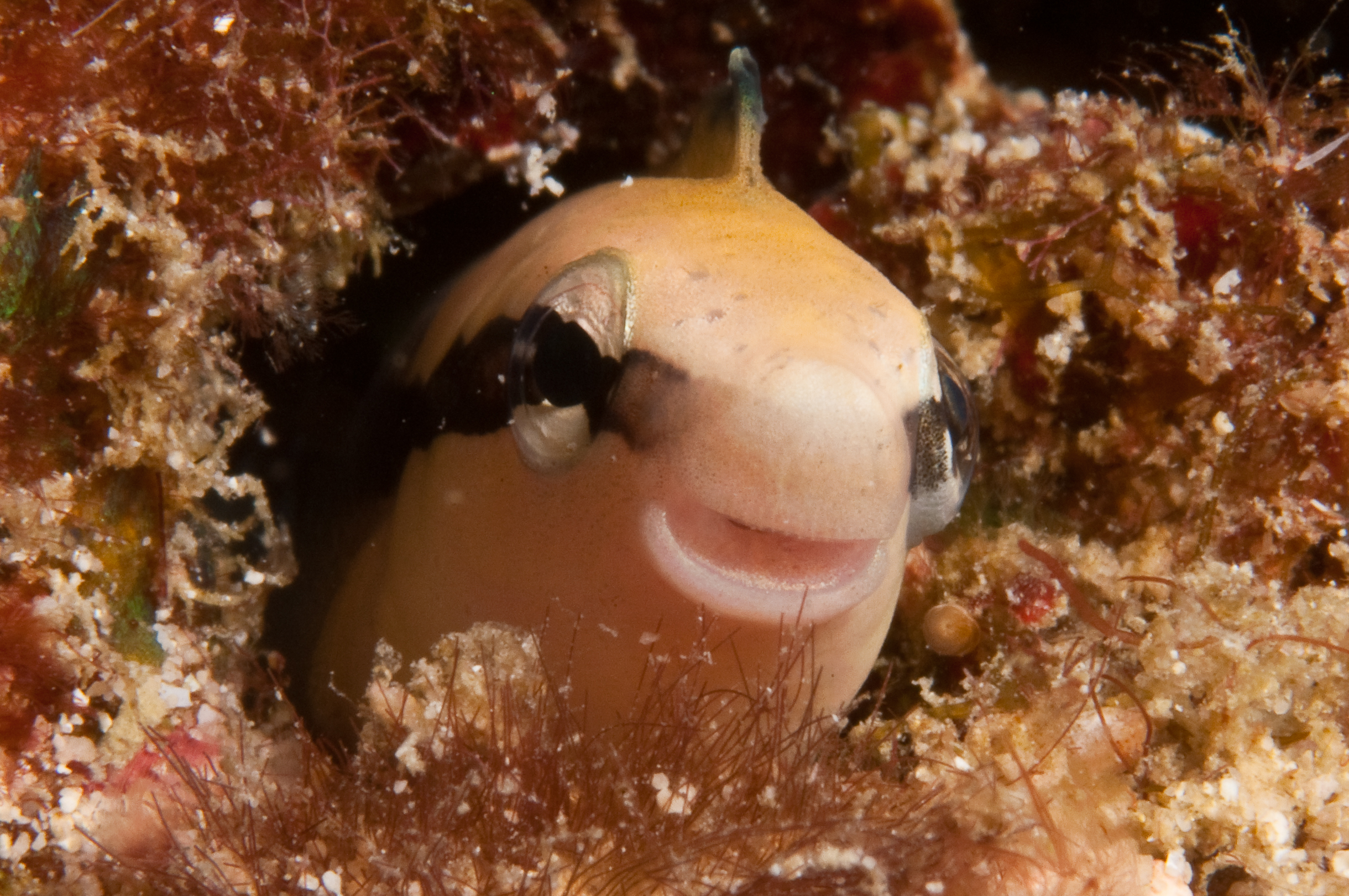
Một cá thể A. dussumieri đang trú trong hang, để lộ phần đầu ra ngoài

Chiều dài cơ thể tối đa được ghi nhận ở A. dussumieri là 12 cm. Loài này có thân mảnh, thuôn dài với mõm nhọn. Khác với loài họ hàng duy nhất của nó, Aspidontus taeniatus, A. dussumieri có miệng nằm gần ngay đỉnh mõm, trong khi A. taeniatus có miệng nằm bên dưới mõm. Một dải sọc đen từ mõm băng qua mắt, chạy dài đến vây đuôi; sát bên dưới dải đen này là một dải sọc trắng. Vây lưng và vây hậu môn màu vàng lục, hơi sẫm nâu với viền đen ở rìa. Ngoài ra, quần thể của A. dussumieri ở Indonesia lại có thêm các tia vây rất dài, màu vàng ở vây đuôi.
Số gai ở vây lưng: 9 - 11; Số tia vây ở vây lưng: 28 - 34; Số gai ở vây hậu môn: 2; Số tia vây ở vây hậu môn: 25 - 30.

## Sinh thái
A. dussumieri khá nhát. Chúng nhanh chóng rút vào nơi trú ẩn của nó nếu gặp nguy hiểm, thường là khoang của những loài sâu ống.